# Список эпизодов телесериала «Новый день»
Ниже приведён полный список и описание эпизодов американского телевизионного сериала «Новый день» (англ. Day Break).
Сериал выходил на экраны с 15 ноября 2006 года по 2 марта 2007 года и 13 эпизодов.
| #  | Премьера         | Название                                                                  | Описание | Рейтинг (зрителей)   |
| 1  | 15 ноября 2006   | Пилотный эпизод (англ. «Pilot»)                                           | Когда детектив Бретт Хоппер проснулся этим утром, он думал, что это будет обычный день, такой же как все остальные. Но скоро он узнаёт, что его обвиняют в убийстве помощника окружного прокурора Альберто Гарса. Девушка Хоппера, с которой он провёл ночь, когда произошло это убийство, таинственно исчезает, и Хопперу не удаётся подтвердить своё алиби. Ему никто не верит, и детектив попадает за решётку. На следующее утро, проснувшись, он обнаружил, что переживает заново тот же день и его любимая в опасности. | 10,6 млн             |
| 2  | 15 ноября 2006   | «Что если они убегут» (англ. «What If They Run»)                          | Бретт, пытаясь прекратить повторения дня, решает взять Риту и умчаться с ней из города. Но скоро он узнаёт о роковых последствиях своих необдуманных действий для его знакомых и родных. | 8,6 млн              |
| 3  | 22 ноября 2006   | «Что если он её отпустит» (англ. «What If He Lets Her Go»)                | Хоппер узнаёт, что кто-то из окружающих его людей может быть замешен в фабрикации против него дела об убийстве Гарса. Между тем, Хоппер обнаруживает некоторые важные улики, которые могут помочь ему наконец прекратить этот кошмарный день. | 5,2 млн              |
| 4  | 29 ноября 2006   | «Что если он может изменить день» (англ. «What If He Can Change the Day») | Пытаясь найти того, кто его подставил, Хоппер начинает понимать, что привлекло интерес отдела внутренних расследований к его напарнице Андреа. | 4,73 млн             |
| 5  | 6 декабря 2006   | «Что если они попадут в переплёт» (англ. «What If They're Stuck»)         | Чтобы доказать свою невиновность, Бретт дважды навещает офис отдела внутренних расследований, пытаясь найти папку с делом об убийстве, которое расследовал его отец. Во время первого визита, всё проходит не совсем так, как Бретт планировал, но второй визит оказывается не лучше, когда у Хоппера не остаётся никакого другого выбора, как взять кого-то в заложники. | 4,5 млн              |
| 6  | 13 декабря 2006  | «Что если они найдут его» (англ. «What If They Find Him»)                 | Хоппер выслеживает одного из руководителей заговора против него. Он также узнаёт, что должен внимательно следить и обдумывать последствия своих решений, так как его действия могут привести к тому, что день будет протекать по наихудшему сценарию, который только можно вообразить. | 3,1 млн или 3,94 млн |
| 7  | 29 января 2007*  | «Что если он не один» (англ. «What If He's Not Alone»)                    | Хоппер полагает, что может найти кого-то, кто был непреднамеренно вовлечён в его непрекращающийся день и мог быть захвачен той же повторяющейся петлёй. |                      |
| 8  | 29 января 2007*  | «Что если она лжёт» (англ. «What If She's Lying»)                         | Хоппер полагает, что его сестра Дженифер как-то вовлечена в его ужасный день и что-то от него скрывает. Чтобы выяснить, что она боится рассказать, Бретт навещает свою мать, чтобы разобраться в старых полицейских бумагах своего отца и найти там что-нибудь полезное. |                      |
| 9  | 29 января 2007*  | «Что если они объединятся» (англ. «What If They're Connected»)            | Хоппер узнаёт, что война между двумя соперничающими бандами вероятно может быть связана с его ложным обвинением в убийстве. Между тем, Бретт приходит на место убийства Гарсы и пытается понять, кто на самом деле мог убить помощника окружного прокурора. |                      |
| 10 | 29 января 2007*  | «Что если он свободен» (англ. «What If He's Free»)                        | После встречи лицом к лицу с убийцей Гарсы, Хоппер начинает сомневаться, что его незаканчивающийся день когда-нибудь прекратится. |                      |
| 11 | 4 февраля 2007*  | «Что если он уйдёт» (англ. «What If He Walks Away»)                       | Хоппер пытается сбежать день ото дня вместе с Ритой, но все его действия постоянно имеют негативные последствия. Между тем, Бретт узнаёт, что тот, кому, как он считал, можно верить, предал его. |                      |
| 12 | 12 февраля 2007* | «Что если она — ключ» (англ. «What If She's the Key»)                     | Хоппер узнаёт, что Рита скрывает от него секрет, который может играть центральную роль в его повторяющемся дне. |                      |
| 13 | 2 марта 2007*    | «Что если это он» (англ. «What If It's Him»)                              | Решающий день Хоппера уже близок и ответы на все его вопросы скоро будут получены — но доживёт ли он до конца? |                      |

* Выложены на сайт ABC.com